# Други јужноморавски партизански одред
Други јужноморавски народноослободилачки партизански (НОП) одред формиран је 4. фебруара 1943. године на падинама Бабичке горе, у близини села Равна гора, код Власотинаца, од бораца из Црнотравског партизанског одреда.
На дан формирања имао је свега 100 бораца. Током марта и априла, услед прилива нових бораца нарастао је на три батаљона, а у августу је формиран и четврти батаљон. Новембра 1943. године имао је око 700 бораца, када је један његов батаљон ушао у састав Друге јужноморавске бригаде. Одред је помогао и формирање бугарског партизанског Трнавског одреда. Фебруара 1944. из Одреда је издвојен део људства за формирање Пете јужноморавске бригаде, а марта исте године и за формирање Шесте јужноморавске бригаде.
Први командант одреда био је Ратко Павловић Ћићко, шпански доборовољац и народни херој. Одред се налазио под непосредном командом Главног штаба НОВ и ПО Србије, а деловао је на простору између река Нишаве, Јужне Мораве и Пчиње и југословенско-бугарске границе. Фебруара 1944. године преименован је у Црнотравски одред, а јуна 1944. године његови борци су укључени у састав Дванаесте српске бригаде, чиме је престао да постоји.

## Борбени пут
Убрзо по формирању, 7. марта 1943. године, Одред је извршио напад на бугарску посаду у руднику угља у селу Ракити, код Бабушнице, када је заплењена већа количина експлозива и намирница. Десет дана касније, 17. марта, Одред је у близини села Прибој, код Владичиног Хана ликвидирао бугарску стражу и срушио мост. Потом је водио борбе са бугарским снагама — код Криве Феје 9. априла, Црвеног Брега 10. априла, Црној Трави 25. априла, Стразимироваца 26. априла, код Романоваца 31. маја и код села Равни, 8. јуна.
Приликом борбе код села Стразимироваца, на југословенско-бугарској граници, погинуо је командант одреда Ратко Павловић Ћићко, па је команду над Одредом привремено преузео Живојин Николић Брка. Одред је потом 20. јуна у селу Трнаву уништио рудник, а 1. јула у селу Дуга Лука напао бугарску полицијску посаду. Том приликом у запаљеној згради изгорело је 40 бугарских полицајаца. Неколико дана касније, 6. јула уништио је рудник угља Острвицу и 13. јула водио борбе с Бугарима у селу Стрелац, код Бабушнице. У Трговишту је 15. септембра напао бугарску посаду.
На железничкој прузи Бујановац—Прешево, Одред је 19. септембра извео диверзиону акцију у којој је из строја избачена једна композиција и запаљено 40 вагона. Истог дана Одред се у селу Кленике, код Бујановца, а 21. септембра је водио борбу са четницима на Козјаку. Неколико дана касније, 10. октобра Одред је успешно напао село Љуберађа, потом је водио борбе са бугарским снагама у Лужници и Црној Трави, средином октобра 1943. године, и код манастира Прохор Пчињски, 26. октобра.
Децембра 1943. године Одред је поново водио веће борбе са бугарским снагама — у близини Врањске Бање, 6. децембра и код планине Чемерник, 22 и 24. децембра. За то време Одред је извео и неколико диверзија на железничкој прузи — 17. новембра на прузи између Врања и Ристовца и 6. децембра код Врања. Приликом напада на Криву Паланку, 14. јануара 1944. године, Одред је ослободио 1.000 интернираних припадника и сарадника Народноослободилачког покрета (НОП). Фебруара 1944. године, заједно са Трећом македонском ударном бригадом, косовским и бугарским партизанским батаљоном „Христо Ботев” код села Селца и Русца разбио је Први вардарски четнички корпус, када је погинуло 40 и заробљено 95 четника.

## Народни хероји
Неколико бораца Другог јужноморавског одреда је проглашено за народне хероје, а неки од њих су:
- Тома Ивановић Мачкатовац, командира Прве омладинске чете
- Синадин Миленовић, командант одреда
- Живојин Николић Брка, командант одреда
- Ратко Павловић Ћићко, први командант одреда